# 크림 (잡지)

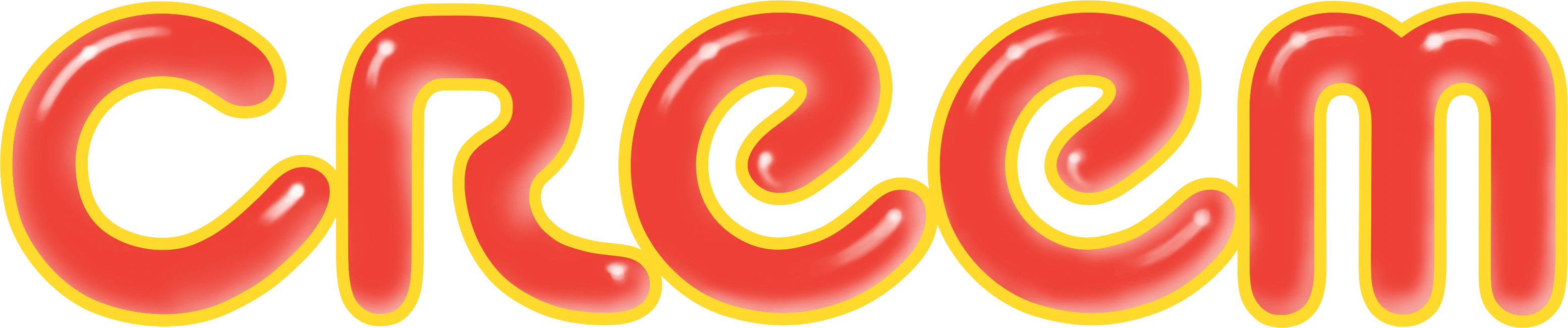
로고

크림(영어: CREEM)은 미국 디트로이트에 거점을 둔 음악 월간지로 1969년부터 1989년까지 종이 잡지로 발간되었다. "미국의 유일한 로큰롤 잡지"라는 표제를 내세웠다. 1969년 3월 배리 크레이머와 초대 편집자 토니 레이가 창간호를 출판하였다. 1971년부터 1976년까지는 영향력 있는 비평가 레스타 뱅스가 잡지의 편집자로 활동했다. 1989년에 생산을 중단했지만 1990년대 초반 타블로이드 형태로 짧은 르네상스 시기를 거쳤다. 2022년 6월, 디지털 아카이브, 웹사이트, 팟캐스트, 주간 뉴스레터 및 분기별 종이 잡지 등의 서비스를 재개하기 시작하였다.
크림은 초기 헤비 메탈, 펑크 록, 뉴 웨이브, 얼터너티브 음악, 특히 디트로이트에서 활동하는 밴드들의 대변자 역할을 한 것으로 알려져 있다. 펑크 록이라는 용어 또한 1971년 5월호에 실린 데이브 마시의 루니 튠스(Looney Tunes) 칼럼에서 ? 앤드 더 미스테리언스(? and the Mysterians)의 음악을 표현할 때 처음으로 사용됐다. 한편 같은 호에서 헤비 메탈이라는 용어의 기원이 된 것으로 언급되기도 하나, 크림은 헤비 메탈의 용어 대중화에 도움을 썼으며, 헤비 메탈이라는 단어는 더 일찍부터 언급되어 왔다.

## 영향
1970년대 중반 크림은 호마다 20만 부 이상의 판매고를 올리며 롤링 스톤 다음으로 규모가 큰 잡지로 자리 잡았으며, 펑크 록 및 뉴 웨이브 신을 일찍이 다루었다. 크림은 주류 언론보다 몇 년 앞서 루 리드, 데이비드 보위, 록시 뮤직, 블론디, 뉴욕 돌스 등의 음악가에게 광범위한 매체 노출을 시켜주었다. 1980년대에는 R.E.M., 리플레이스먼츠, 더 스미스, 고고스, 더 큐어와 같은 록 아이콘들을 잡지의 표지에 실었다. 또한 모터헤드, 키스, 반 헤일런과 같은 메탈 음악에 호평을 보낸 극초기 매체 중 하나이기도 하다. 잡지는 발간 당시 주로 디트로이트에 초점을 맞추었다.
멜빈스의 기타리스트인 로저 "버즈" 오스본은 커트 코베인에게 음반과 함께 크림 잡지의 옛 호들을 빌려주며 펑크에 대해 가르쳤다.
앨리스 쿠퍼는 노래 〈Detroit City〉에서 크림을 언급했다. 소닉 유스의 서스턴 무어는 "로큰롤 문화에서 특정한 유머를 가진 것에 대해, 크림은 다른 어떠한 매체도 생각하지 않은 방식으로서 유머를 완성했다. 그리고 그것으로 하여금 많은 사람들의 감성을 깨우치게 하였다"고 언급하였다.